# Navío de línea Oriente (1754)
El Oriente fue un navío de línea de la Real Armada Española, construido en los Reales Astilleros de Esteiro de Ferrol. Fue el segundo navío con este nombre. Como todos los buques de nombre no religioso, tenía un nombre de advocación, San Juan de Dios.

## Construcción
Junto con sus 11 gemelos, fue ordenado el 15 de junio de 1752 y su quilla fue puesta en grada en 1752. Fue botado el 15 de agosto de 1753 y pertenecía a la serie conocida como los 12 Apóstoles o del Apostolado, construidos todos simultáneamente en los Reales Astilleros de Esteiro de Ferrol entre 1753 y 1755. Entró en servicio en 1754 con 68 cañones, al igual que el resto de la serie, aunque después llegó a portar 74 cañones.

## Historial
En 1754 tomó el mando del buque el que sería su primer comandante, el capitán Juan de Salabarría. A finales de marzo de 1760 se encontraba asignado al departamento de Ferrol y fue enviado a Cádiz, asignado a la división del jefe de escuadra Francisco Lastarría, con la que realizó cruceros de instrucción por el canal de la Mancha y el mar Cantábrico junto con los navíos Monarca, Arrogante y Príncipe. A mediados de 1762 se hallaba en el departamento de Ferrol. 

### Expedición a Argel
En abril de 1775, al mando del brigadier Juan Antonio Cordero, como buque insignia, zarpó de Ferrol con 14 buques de guerra (entre ellos dos fragatas, tres urcas y dos bombardas) y varios mercantes, para unirse en Cádiz a la división del jefe de escuadra Antonio de Arce y partir con rumbo a Cartagena el 7 de mayo para formar parte de la escuadra del teniente general Pedro González de Castejón y Salazar, que zarpó de Cartagena el 23 de junio compuesta por los navíos Velasco, como buque insignia de Castejón, San Francisco de Paula, Oriente, San Rafael, Diligente y San José, doce fragatas, cinco urcas, nueve jabeques, tres paquebotes, cuatro bombardas, siete galeotas y 230 transportes. y arribó el 30 de junio frente a Argel, donde desembarcó las tropas el 8 de julio. La expedición fue un fracaso, y las tropas volvieron a embarcar al día siguiente con la pérdida de 5000 hombres de un total de 18 400 desembarcados. La escuadra fondeó en Alicante entre el 14 y el 19 de julio.

### Guerra con Portugal
En agosto de 1775 fue destinado al puerto de Cádiz desde Cartagena. En febrero de 1776 toma el mando el capitán de navío Juan de Araoz y Caro, tras lo cual zarpó de Cádiz con los navíos San Eugenio y San Miguel, que forman la división del brigadier Juan de Lángara y Huarte, para hacer pruebas comparativas de navegación desde el 15 de marzo hasta el 9 de abril de ese año, fecha en la que regresan a Cádiz. Ese mismo año zarpó de Cádiz con la escuadra del jefe de escuadra Miguel Gastón de Iriarte para realizar un crucero de instrucción por las islas Canarias, bajo el mando del capitán de navío Juan de Araoz y Caro, y otras misiones encuadradas en la guerra contra Portugal, como una visita al puerto de Lisboa para mostrar pabellón.

### Guerra de Independencia de los Estados Unidos
En junio de 1779, bajo el mando del capitán de navío Domingo Perler y Rabasquino en la escuadra del teniente general Luis de Córdova y Córdova, realizó en unión de la escuadra francesa la primera campaña del canal de la Mancha de la flota combinada del conde de Orvilliers, dentro de las operaciones desarrolladas en durante la guerra de Independencia de los Estados Unidos. 
A su regreso a Cádiz debía incorporarse a la escuadra de Solano para su envío a La Habana, pero es rechazado por necesitar obras de reparación, ya que hacía agua. 
Con la escuadra de Córdova efectuó desde Cádiz varias salidas en el verano de 1780. En agosto de 1780, capturó un convoy británico de 53 velas cerca de Madeira. En julio de 1781 zarpó de Cádiz para la segunda campaña del Canal de la Mancha, la cual duró hasta septiembre, momento en el que regresó a Cádiz. Se encontraba con la escuadra de Luis de Córdova en Algeciras durante el ataque de las cañoneras en septiembre de 1782, y el 21 de octubre de 1782 participó en la batalla naval de Cabo Espartel contra el almirante británico Richard Howe, pero no llegó a intervenir en la acción.

### Incidentes de Nutca
Bajo el mando del capitán de navío José Leyzaur cuando se armó en Ferrol en 1790 junto a los navíos Salvador del Mundo, San Rafael, Serio, Arrogante, San Justo, San Gabriel, San Telmo, Europa, San Leandro y cuatro fragatas. Pasó a la escuadra en Cádiz y se incorporó a la flota al mando del teniente general José Solano y Bote, marqués de Socorro, por los incidentes de Nutca con los británicos. La escuadra salió los días 21 y 22 de julio y cruzó por aguas gallegas, pero finalmente no estalló la guerra, regresando a Cádiz el 8 de septiembre.

### Guerras napoleónicas
En marzo de 1795 se encontraba destinado en Mahón, al mando del capitán de navío Pedro Ristory, con la escuadra del teniente general Juan de Lángara y Huarte, en las operaciones contra la costa mediterránea de la República Francesa. El 11 de octubre de 1795 pasó al mando del brigadier Joaquín de Zayas y de Echevarri. 
Con la escuadra del teniente general José de Córdoba y Ramos y bajo el mando del capitán de navío Juan Suare, participó el 14 de febrero de 1797 en la batalla del Cabo de San Vicente contra la escuadra británica del almirante John Jervis, en la que tuvo una destacada actuación, y en la que sus bajas fueron de un total de ocho muertos y 20 heridos. 
Entre 1797 y 1799 permaneció en Cádiz con la escuadra al mando del teniente general José de Mazarredo, bloqueada por la escuadra británica de John Jervis. El 6 de febrero de 1798, bajo el mando del brigadier Nicolás Estrada, zarpó con una escuadra de veintidós navíos al mando de Mazarredo en persecución de la escuadra británica compuesta en ese momento por nueve navíos. 
El 12 de mayo de 1799, bajo el mando del brigadier Nicolás Estrada, partió de Cádiz con la escuadra de José de Mazarredo para unirse a la francesa del almirante Eustache Bruix. Arribó a Cartagena el 21 de mayo tras sufrir una fuerte tormenta en el golfo de Vera, tras la cual se decidió desarmar al Oriente y que su tripulación pasara al Guerrero, que acababa de ser carenado. 
El 10 de agosto de 1801 formó división con las fragatas Flora, Santa Casilda y Proserpina, al mando de su comandante, el brigadier Baltasar Hidalgo de Cisneros y de la Torre, cuya división realizó varias misiones en el mar Mediterráneo. 
A finales de 1804 se encontraba desarmado en Ferrol, siendo dado de baja en 1806 por falta de carena y desguazado ese mismo año.